# Віковий дуб-красень
Віковий дуб-красень — ботанічна пам’ятка природи місцевого значення, знаходиться в Подільському районі м. Києва по вулиці Вишгородський, 69 на території Інституту ендокринології та обміну речовин ім. В.П. Комісаренка НАМН України. Заповідана у грудні 1999 року (рішення Київради від 02.12.99р. №147/649).

## Опис
Віковий дуб-красень являє собою дуб черещатий віком більше 350 років. Висота дерева 22 м, на висоті 1,3 м це дерево має 3,72 м в охопленні.

## Галерея

Віковий дуб-красень (травень 2018)
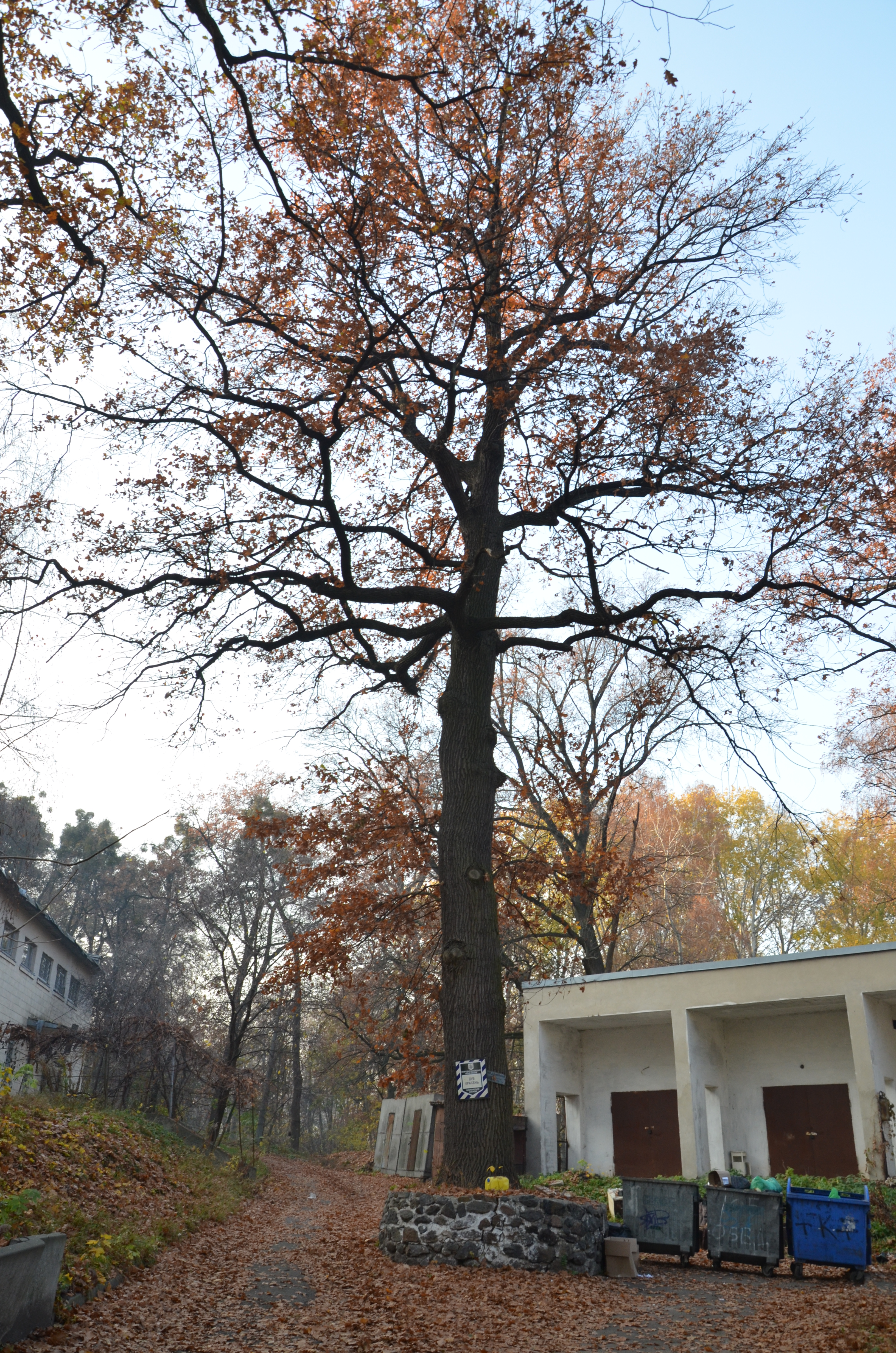
Віковий дуб-красень (листопад 2018)
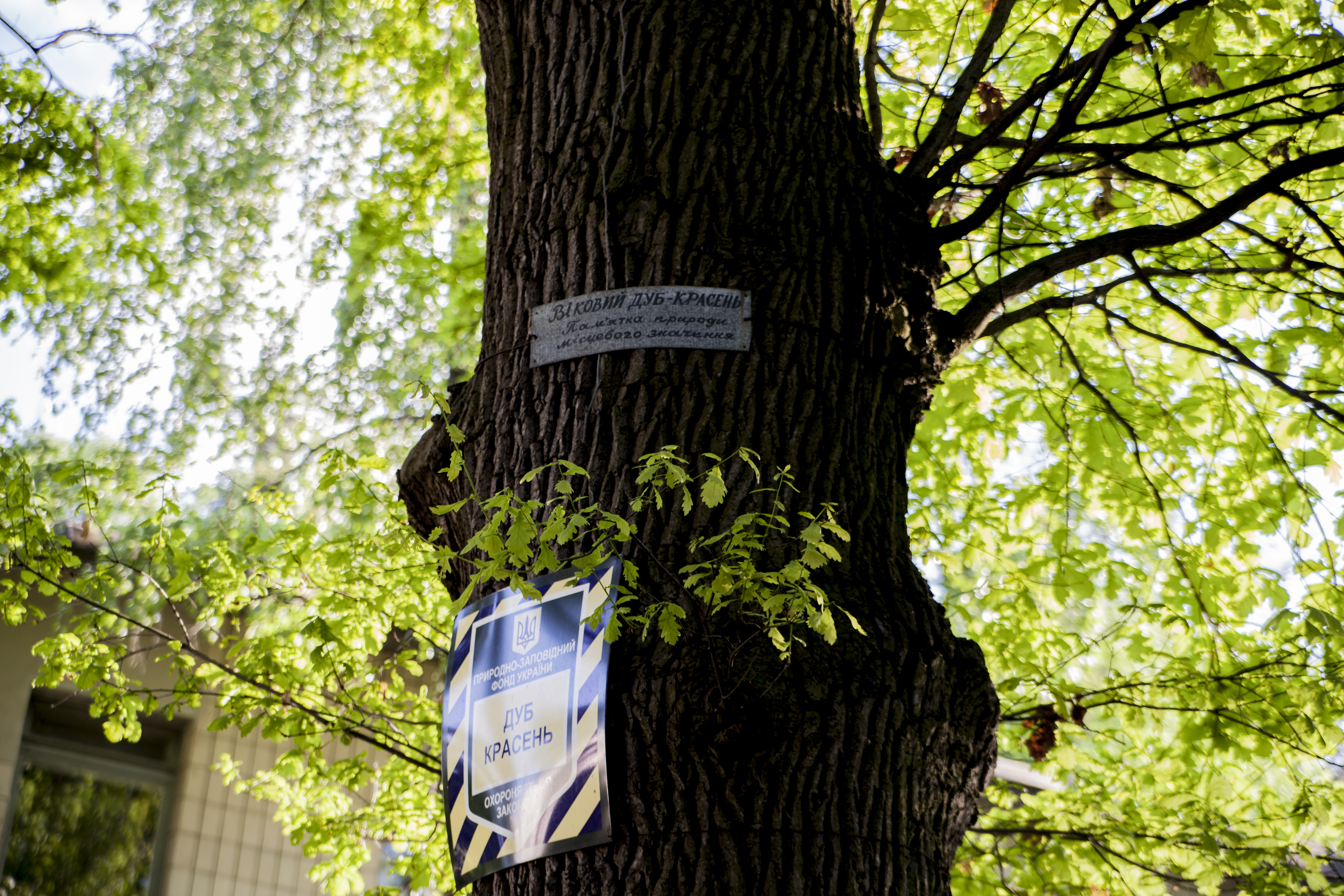
Віковий дуб-красень. Природоохоронні знаки (травень 2013)